# Jaroslav Fikejz
Jaroslav Fikejz   (Orlické Podhůří, 24 d'abril de 1927 - Praga, 26 de desembre de 2008) és un atleta txecoslovac, especialista en el salt de llargada, que va competir durant la dècada de 1940.
El 1948 va prendre part en els Jocs Olímpics d'Estiu de Londres, on quedà eliminat en la ronda de classificació per a la final de la prova del salt de llargada del programa d'atletisme.
En el seu palmarès destaca una medalla de bronze en la prova del salt de llargada al Campionat d'Europa d'atletisme de 1950, rere Torfi Bryngeirsson i Gerard Wessels. El 1941 aconseguí el rècord júnior de Txecoslovàquia amb un salt de 7,12 metres. Aquest rècord no fou superat fins al 2017. Un cop finalitzada la seva carrera esportiva, va estudiar enginyeria agrícola, però va treballar com a periodista. El 2003 el Comitè Olímpic Txec li atorgà el premi "Fair Play".

## Millors marques
- Salt de llargada. 7,41m (1948)[5]